# Kim Hae-sook
Kim Hae-sook (Hangul:  김해숙; Hanja: 金海淑; sinh ngày 30 tháng 12 năm 1955) là một nữ diễn viên Hàn Quốc. Kim là diễn viên quốc dân được mệnh danh là 'bà mẹ quốc dân'.

## Sự nghiệp diễn xuất

### Phim điện ảnh
| Năm        | Tựa                                    | Vai Diễn                      |
| ---------- | -------------------------------------- | ----------------------------- |
| 1976       | Angry Apple                            |                               |
| 1981       | A Battle Journal                       |                               |
| 1981       | The One Love                           |                               |
| 1981       | The Door to the Flesh                  |                               |
| 1982       | Mistress                               |                               |
| 1982       | Die to Live                            |                               |
| 1982       | Woman of Fire '82                      |                               |
| 1983       | I Like Women Better                    |                               |
| 1984       | Road to Peace                          |                               |
| 1984       | The Beloved, Part 3                    |                               |
| 1984       | No More Sexual Life, Part 2            |                               |
| 1985       | Love in the Dark                       |                               |
| 1985       | The Headless Murderess                 |                               |
| 1986       | Rain Falling on Youngdong Bridge       |                               |
| 1987       | Eve's Second Bedroom                   |                               |
| 1992       | Winter Galaxy                          |                               |
| 2000       | The Legend of Gingko                   |                               |
| 2001       | My Sassy Girl                          |                               |
| 2002       | Marrying the Mafia                     | Dae-seo's mother              |
| 2003       | Oh! Happy Day                          | Yang Mi-sook                  |
| 2003       | Scent of Love                          | In-ha's mother                |
| 2004       | Dead Friend                            | Ji-won's mother               |
| 2004       | My Brother                             | Mother                        |
| 2005       | Wet Dreams 2                           | Sung-eun's mother             |
| 2005       | My Girl and I                          | Su-ho's mother                |
| 2006       | Sunflower                              | Yang Deok-ja                  |
| 2008       | Open City                              | Kang Man-ok                   |
| 2008       | Viva! Love                             | Bong-soon                     |
| 2008       | Eye for an Eye                         | Do-soo's mother               |
| 2009       | Thirst                                 | Mrs. Ra                       |
| 2010       | A Long Visit                           | Mother                        |
| 2011       | Mama                                   | Ok-joo                        |
| 2012       | Wonderful Radio                        | Mrs. Lee                      |
| 2012       | Đội quân siêu trộm                     | Chewing Gum                   |
| 2012       | Tone-deaf Clinic                       | Dong-joo's mother             |
| 2013       | Tough as Iron                          | Soon-i                        |
| 2013       | Hope                                   | Song Jung-sook                |
| 2014       | Kỷ nguyên bạo tàn                      | Dolmuchi's mother             |
| 2015       | Helios                                 | Park Young-sook               |
| 2015       | Sứ mệnh truy sát                       | Cafe Anemone owner            |
| 2015       | Bi kịch triều đại                      | Nhân Nguyên Vương Hậu         |
| 2016       | Người hầu gái                          | Sasaki                        |
| 2016       | The Tunnel                             | Minister (special appearance) |
| 2016       | Miss Butcher                           | Necropsic                     |
| 2017       | Thử thách thần chết: Giữa hai thế giới | God of Indolence Hell         |
| 2017       | New Trial                              | Soon-im                       |
| 2017       | RV: Resurrected Victims                | Choi Myung-sook               |
| 2018       | Herstory                               | Bae Jeong-gil                 |
| 2018       | Mother                                 | Mother                        |
| 2022       | Alienoid                               | Old woman                     |
| Our Season | Bok-ja                                 |                               |
| Bigwang    | Jung-gu's mother                       |                               |

### Truyền hình
| Năm       | Tựa                                                        | Vai Diễn                      | Ghi Chú       |
| --------- | ---------------------------------------------------------- | ----------------------------- | ------------- |
| 1974      | Chief Inspector                                            |                               |               |
| 1974      | 제3교실                                                    |                               |               |
| 1979      | 산이 되고 강이 되고                                        |                               |               |
| 1979      | Last Witness                                               | Son Ji-hye                    |               |
| 1980      | One Hundred Years' Guests                                  | Jung-ah                       |               |
| 1980      | Kanyangrok                                                 | Ah-ji                         |               |
| 1981      | Sae-ah                                                     |                               |               |
| 1982      | Annals of Denial - Kim Kap-soon                            |                               |               |
| 1982      | Mi-ryeon                                                   | Kim So-hyo                    |               |
| 1982      | Mother                                                     |                               |               |
| 1982      | Nari House                                                 |                               |               |
| 1983      | Portrait of You                                            |                               |               |
| 1983      | 500 Years of Joseon: The King of Chudong Palace            | Queen Jeongan                 |               |
| 1984      | Nongmu (Farm Dance)                                        |                               |               |
| 1984      | 500 Years of Joseon: The Ume Tree in the Midst of the Snow | Jeong Gwi-in                  |               |
| 1984      | MBC Bestseller Theater "귀 좀 빌립시다"                    | Yoon-ae                       | one act-drama |
| 1986      | Oppa, My Oppa                                              |                               |               |
| 1986      | Ggurugi                                                    |                               |               |
| 1986      | Morning Dew on Every Blade of Grass                        |                               |               |
| 1988      | 500 Years of Joseon: Queen Inhyeon                         | Queen Myeongseong             |               |
| 1988      | MBC Bestseller Theater "Widow"                             |                               | one act-drama |
| 1988      | Forget Tomorrow                                            | Ji-sook                       |               |
| 1990      | 각시방에 사랑 열렸네                                       | Lee Sang-hoon                 |               |
| 1990      | 500 Years of Joseon: Daewongun                             | Na-hab Yang                   |               |
| 1990      | The Dancing Gayageum                                       |                               |               |
| 1991      | Another's Happiness                                        | Soon-mi                       |               |
| 1991      | Yushimcho                                                  |                               |               |
| 1992      | Rainbow in Mapo                                            |                               |               |
| 1993      | To Live                                                    | Soo-jung                      |               |
| 1993      | The Third Republic                                         | Park Jae-hee                  |               |
| 1993      | Love and Farewell                                          |                               |               |
| 1993      | Our Paradise                                               | Mẹ của Dong-gun               |               |
| 1994      | Parting                                                    | Na Jeong-im                   |               |
| 1994      | The Moon of Seoul                                          | Mẹ của Sang-guk               |               |
| 1995      | Sukhee                                                     | Oh In-shil                    |               |
| 1995      | West Palace                                                |                               |               |
| 1995      | Same Period                                                | Mẹ của Yong-ja                |               |
| 1995      | Confession                                                 | Chae-young                    |               |
| 1995      | LA Arirang                                                 |                               |               |
| 1996      | Full Heart                                                 |                               |               |
| 1996      | Under Seoul's Sky                                          |                               |               |
| 1996      | White Dandelion                                            |                               |               |
| 1997      | Brothers                                                   |                               |               |
| 1997      | Because I Really                                           | Yang Dong-hee                 |               |
| 1997      | Because I Love You                                         | Hyeon-yi's mother             |               |
| 1998      | Purity                                                     |                               |               |
| 1998      | For Love                                                   | Young-joon's mother           |               |
| 1998      | My Love by My Side                                         | Kim Young-joo                 |               |
| 1998      | The Age of the 3 Kim's                                     | Kim Ok-suk                    |               |
| 1999      | Encounter                                                  |                               |               |
| 1999      | Thành thật với tình yêu                                    | Mẹ của Jae-ho                 |               |
| 1999      | You                                                        | Dong-seo                      |               |
| 1999      | Queen                                                      | Mẹ của Jang-mi                |               |
| 1999      | You Don't Know My Mind                                     |                               |               |
| 1999      | Hur Jun                                                    | Ham Ahn's woman               |               |
| 2000      | Fireworks                                                  | Dì của Min-kyung              |               |
| 2000      | Trái tim mùa thu                                           | Kim Soon-im                   |               |
| 2000      | The More I Love                                            | Maeng Soon-ja                 |               |
| 2000      | Some Like It Hot                                           |                               |               |
| 2001      | Ladies of the Palace                                       | Madam Park                    |               |
| 2001      | Law of Marriage                                            | Oh Mi-ja                      |               |
| 2001      | Her House                                                  | Young-soon                    |               |
| 2001      | This is Love                                               | Jang Oh-bok                   |               |
| 2002      | Bản tình ca mùa đông                                       | Lee Young-hee                 |               |
| 2002      | Romance                                                    | Lee Young-sook                |               |
| 2002      | Golden Wagon                                               | Kim Jin-bun                   |               |
| 2002      | To Be with You                                             | Kang Young-sook               |               |
| 2002      | Confession                                                 |                               |               |
| 2003      | Like a Flowing River                                       | Mẹ của Sang-hee               |               |
| 2003      | Country Princess                                           | Kim Kil-nyeo                  |               |
| 2003      | Hương mùa hè                                               | Mẹ của Min-woo                |               |
| 2003      | Wedding Gift                                               | Park Jin-sook                 |               |
| 2003      | Pearl Necklace                                             | Jung In-sook                  |               |
| 2004      | Cô dâu nhỏ xinh                                            | Mẹ của Jung-sook              |               |
| 2004      | Little Women                                               | Yoon-ja                       |               |
| 2004      | Passion                                                    | Ms. Jung                      |               |
| 2004      | Oh! Pil-seung Bong Soon-young                              | Park Ok-ja                    |               |
| 2004      | Letters to Parents                                         | Kim Ok-hwa                    |               |
| 2005      | My Rosy Life                                               | Soon-yi's birth mother        |               |
| 2005      | The Bizarre Bunch                                          | Kang Min-sook                 |               |
| 2006      | End of Love                                                | Jang Yong-shil                |               |
| 2006      | Điệu valse mùa xuân                                        | Jo Yang-soon                  |               |
| 2006      | Infamous Chil Princesses                                   | Kyung Myung-ja                |               |
| 2006      | Stranger than Paradise                                     | Kim Bok-ja                    |               |
| 2006      | My Love Dal-ja                                             | Oh Dal-ja                     |               |
| 2007      | Bác sĩ Bong Dal Hee                                        | Yang Eun-ja                   |               |
| 2007      | Moon Hee                                                   | Jang Han-na                   |               |
| 2007      | Đáng yêu hay không?                                        | Oh Dong-ji                    |               |
| 2007      | Khi những bà nội trợ hành động                             | Ahn Yang-soon                 |               |
| 2008      | Kẻ cắp trái tim                                            | Lee Soon-seom                 |               |
| 2008      | White Lie                                                  | Shin Jung-ok                  |               |
| 2009      | Huynh đệ tàn sát                                           | Na Hye-joo                    |               |
| 2009      | Tìm lại hạnh phúc                                          | Wang Young-soon               |               |
| 2010      | Cuộc sống tươi đẹp                                         | Kim Min-jae                   |               |
| 2011      | Lời hứa ngàn ngày                                          | Kang Soo-jung                 |               |
| 2011      | Saving Mrs. Go Bong-shil                                   | Go Bong-shil                  |               |
| 2012      | Can't Live Without You                                     | Jang In-ja                    |               |
| 2012      | Có con hay không?                                          | Lee Ji-ae                     |               |
| 2013      | Đôi tai ngoại cảm                                          | Eo Choon-shim                 |               |
| 2013      | Gia tộc họ Wang                                            | Lee Ang-geum                  |               |
| 2013      | Quản gia bí ẩn                                             | Giám đốc cơ quan vệ sinh Hong |               |
| 2014      | Wonderful Day in October                                   | Kang Yoon-geum                |               |
| 2014      | Ông hoàng khách sạn                                        | Baek Mi-nyeo                  |               |
| 2014      | Hôn nhân, không hẹn hò                                     | Shin Bong-hyang               |               |
| 2014      | Pinocchio                                                  | Park Rosa                     |               |
| 2014      | Chỉ yêu mình em                                            | Oh Mal-soo                    |               |
| 2015      | Nước mắt phụ nữ                                            | Park Hwa-soon                 |               |
| 2016      | Đời là thế                                                 | Han Hye-kyung                 |               |
| 2017      | Sư Nhâm Đường, Nhật ký Ánh sáng                            | Kim Jung-hee                  |               |
| 2017      | Lời thì thầm của tội ác                                    | Kim Sook-hee                  |               |
| 2017      | Con ruột con riêng                                         | Na Young-shil                 |               |
| 2017      | Không còn gì để mất                                        | Yoo Myung-hee                 |               |
| 2018      | Đã đến lúc                                                 | Oh So-nyeo                    | [ 6 ]         |
| 2018      | Room No. 9                                                 | Jang Hwa-sa                   | [ 7 ]         |
| 2019      | Babel                                                      | Sin Hyeon-sook                |               |
| 2019      | Con gái của mẹ                                             | Park Seon-ja                  |               |
| 2020–2021 | Những bác sĩ tài hoa                                       | Jung Ro-sa                    | Mùa 1–2       |
| 2020      | Khởi nghiệp                                                | Choi Won-deok                 |               |
| 2021      | Inspector Koo                                              | Yong Guk-jang                 | [ 8 ] [ 9 ]   |
| 2022      | Ngày mai                                                   | Jade Hwang                    | [ 10 ]        |
| 2022      | Dưới bóng trung điện                                       | Đại phi nương nương           | [ 11 ]        |
| 2023      | Strong Woman Gang Nam-soon                                 | Gil Joong-gan                 | [ 12 ]        |

### Phim chiếu mạng
| Year | Title                | Role       | Ref.   |
| ---- | -------------------- | ---------- | ------ |
| 2023 | Gyeongseong Creature | Nawol-daek | [ 13 ] |

## Sách
| Năm  | Tựa                                          | Ghi Chú |
| ---- | -------------------------------------------- | ------- |
| 2005 | Mother of Hallyu Stars: Kim Hae-sook's Story | Memoir  |

## Giải thưởng và đề cử
| Năm  | Giải Thưởng                                  | Hạng Mục                                           | Tác Phẩm Đề Cử                         | Kết Quả   |
| ---- | -------------------------------------------- | -------------------------------------------------- | -------------------------------------- | --------- |
| 2000 | KBS Drama Awards                             | Best Supporting Actress                            | Autumn in My Heart                     | Đoạt giải |
| 2004 | 25th Blue Dragon Film Awards                 | Best Supporting Actress                            | My Brother                             | Đề cử     |
| 2004 | Korean Film Awards                           | Best Actress                                       | My Brother                             | Đề cử     |
| 2004 | KBS Drama Awards                             | Best Supporting Actress                            | Oh Feel Young                          | Đoạt giải |
| 2005 | KBS Drama Awards                             | Top Excellence Award, Actress                      | My Rosy Life                           | Đoạt giải |
| 2006 | KBS Drama Awards                             | Top Excellence Award, Actress                      | Infamous Chil Princesses, Spring Waltz | Đề cử     |
| 2007 | 16th Japan Movie Critics Awards              | International Cooperation Award                    | —                                      | Đoạt giải |
| 2007 | SBS Drama Awards                             | Best Supporting Actress in a Serial Drama          | First Wives' Club                      | Đề cử     |
| 2008 | 2nd Korea Drama Awards                       | Special Jury Prize                                 | First Wives' Club                      | Đoạt giải |
| 2008 | SBS Drama Awards                             | Top Excellence Award, Actress                      | First Wives' Club                      | Đề cử     |
| 2008 | Buil Film Awards                             | Best Supporting Actress                            | Open City                              | Đoạt giải |
| 2008 | Buil Film Awards                             | Best Actress                                       | Viva! Love                             | Đề cử     |
| 2008 | 7th Korean Film Awards                       | Best Actress                                       | Viva! Love                             | Đề cử     |
| 2008 | Grand Bell Awards                            | Best Actress                                       | Viva! Love                             | Đề cử     |
| 2008 | Grand Bell Awards                            | Best Supporting Actress                            | Open City                              | Đoạt giải |
| 2008 | Blue Dragon Film Awards                      | Best Supporting Actress                            | Open City                              | Đề cử     |
| 2009 | 6th Max Movie Awards                         | Best Supporting Actress                            | Open City                              | Đoạt giải |
| 2009 | Baeksang Arts Awards                         | Best Actress (Film)                                | Viva! Love                             | Đề cử     |
| 2009 | 17th Chunsa Film Art Awards                  | Best Supporting Actress                            | Thirst                                 | Đoạt giải |
| 2009 | 5th University Film Festival of Korea        | Best Supporting Actress                            | Thirst                                 | Đoạt giải |
| 2009 | Grand Bell Awards                            | Best Supporting Actress                            | Thirst                                 | Đề cử     |
| 2009 | Blue Dragon Film Awards                      | Best Supporting Actress                            | Thirst                                 | Đoạt giải |
| 2009 | SBS Drama Awards                             | Best Supporting Actress in a Drama Special         | Cain and Abel                          | Đề cử     |
| 2010 | 3rd Korea Drama Awards                       | Best Supporting Actress                            | Life Is Beautiful                      | Đoạt giải |
| 2011 | SBS Drama Awards                             | Special Award, Actress in a Special Planning Drama | A Thousand Days' Promise               | Đề cử     |
| 2012 | MBC Drama Awards                             | Golden Acting Award, Actress                       | Can't Live Without You                 | Đề cử     |
| 2012 | Blue Dragon Film Awards                      | Best Supporting Actress                            | The Thieves                            | Đề cử     |
| 2012 | Buil Film Awards                             | Best Supporting Actress                            | The Thieves                            | Đề cử     |
| 2012 | Grand Bell Awards                            | Best Supporting Actress                            | The Thieves                            | Đoạt giải |
| 2013 | 4th KOFRA Film Awards                        | Best Supporting Actress                            | The Thieves                            | Đoạt giải |
| 2013 | SBS Drama Awards                             | Special Award, Actress in a Miniseries             | I Can Hear Your Voice                  | Đề cử     |
| 2013 | KBS Drama Awards                             | Top Excellence Award, Actress                      | Wang's Family                          | Đề cử     |
| 2015 | Grand Bell Awards                            | Best Supporting Actress                            | The Throne                             | Đoạt giải |
| 2016 | SBS Drama Awards                             | Top Excellence Award, Actress in a Serial Drama    | Yes, That's How It Is                  | Đoạt giải |
| 2017 | Korean Film Shining Star Awards              | Star Award                                         | New Trial                              | Đoạt giải |
| 2017 | Grand Bell Awards                            | Best Supporting Actress                            | New Trial                              | Đề cử     |
| 2017 | Blue Dragon Film Awards                      | Best Supporting Actress                            | New Trial                              | Đề cử     |
| 2017 | KBS Drama Awards                             | Top Excellence Award, Actress                      | My Father is Strange                   | Đề cử     |
| 2017 | KBS Drama Awards                             | Excellence Award, Actress in a Serial Drama        | My Father is Strange                   | Đề cử     |
| 2018 | Grand Bell Awards                            | Best Actress                                       | Herstory                               | Đề cử     |
| 2018 | 6th Marie Claire Asia Star Awards            | Actress of the Year                                | Herstory                               | Đoạt giải |
| 2019 | 12th Korea Drama Awards                      | Grand Prize (Daesang)                              | Mother of Mine                         | Đề cử     |
| 2019 | 27th Korean Culture and Entertainment Awards | Grand Prize (Daesang)                              | Mother of Mine                         | Đoạt giải |
| 2019 | KBS Drama Awards                             | Top Excellence Award, Actress                      | Mother of Mine                         | Đề cử     |
| 2019 | KBS Drama Awards                             | Excellence Award, Actress in a Serial Drama        | Mother of Mine                         | Đề cử     |

### Vinh danh
| Quốc gia    | Năm  | Danh sách                     | Ghi Chú |
| ----------- | ---- | ----------------------------- | ------- |
| South Korea | 2010 | Prime Minister's Commendation | [ 25 ]  |